# Vinko Kos
Vinko Kos (* 10. Juli 1914 in Vučetinec, Sveti Juraj na Bregu; † Mai 1945 in Bleiburg) war ein Schriftsteller der kroatischen Lyrik.

## Leben
Kos besuchte das Gymnasium in Varaždin und absolvierte ein Theologiestudium in Škofja Loka. In Zagreb studierte er von 1940 bis 1943 an der philosophischen Fakultät. Seine Gedichte wurden ins Italienische, Deutsche, Spanische und Rumänische übersetzt.
Am 12. Juli 1941 wurde Kos der Führer der Ustaška uzdanica (Ustascha-Hoffnung) für Grundschüler vom 7. bis 11. Lebensjahr, einer Untergruppen der faschistischen Jugendorganisation Ustaška mladež. Am Ende des Zweiten Weltkrieges haben ihn jugoslawische Partisanen aus Zagreb gebracht. 1945 ist er in der Nähe von Klagenfurt an Typhus gestorben.

## Werke
- Vodopad, 1939 u. 1942
- Kipar, 1941
- Božićne zvjezdice, 1941
- Dušenka, 1943
- Šišmiš, 1943
- Divlji dječak, 1943
- Zlatna jabuka, 1943
- Lada, 1944 (Preis der Stadt Zagreb, 1945)
- Planinski dječak, 1944
- Zlatni orasi, Toronto 1967 (posthum)
- Sabrana djela [Gesammelte Werke], Bde. 1–2, Čakovec 1997